# Centro de Investigación en Computación
El Centro de Investigación en Computación (CIC) es un organismo en ciencias de la computación e ingeniería de cómputo del Instituto Politécnico Nacional (IPN), el cual se ha consolidado como uno de los más importantes en Latinoamérica, cuya misión es realizar investigación científica de vanguardia orientada a la enseñanza en el posgrado. Este centro cuenta con dos premios nacionales de ciencias, la mayor cantidad de profesores con doctorado así como con la mayor cantidad de miembros (16) que pertenecen al Sistema Nacional de Investigadores (SNI) entre las instituciones dedicadas a la investigación en computación a nivel nacional.
Los cinco programas de posgrado de esta instancia académica están catalogados como de Competencia Internacional dentro del Programa Nacional de Posgrados de Calidad del Consejo Nacional de Ciencia y Tecnología. 
Los programas de posgrado que se ofrecen son:
- Doctorado en Ciencias de la Computación
- Doctorado en Ciencia y Tecnología de Inteligencia Artificial y Ciencia de Datos
- Maestría en Ciencias de la Computación
- Maestría en Ciencias en Ingeniería de Cómputo
- Maestría en Ciencia y Tecnología de Inteligencia Artificial y Ciencia de Datos

En términos generales, el trabajo académico y de investigación realizado en el CIC se divide en las siguientes áreas:
- Inteligencia Artificial
- Ciberseguridad.
- Redes y ciencia de datos.
- Ciencia de datos y tecnología de software.
- Procesamiento inteligente de información geo-espacial.
- Simulación y modelado.
- Procesamiento de lenguaje natural
- Cómputo Inteligente
- Ciencias cognitivas-computacionales
- Ciencias de la información  Cuántica
- Ciencias matemáticas y computacionales
- Microtecnología y sistemas embebidos.
- Procesamiento digital de señales.
- Robótica y mecatrónica
- Sistemas inteligentes para la automatización.

## Historia
La creación del Centro Nacional de Cálculo (CENAC), en 1963, fue uno de los primeros esfuerzos realizados para incorporar la computación electrónica al acervo científico y tecnológico del país. 
Este logro se debió en buena parte al primer director del CENAC, el Ing. Naval Miguel Ángel Barberena Vega, quien logró la instalación de una IBM-709 (en ese momento la mayor computadora de la América Latina), una CDC-3300, una IBM-1620 (para uso de los "clubs de cómputo" que se formaron) y una computadora analógica EIA.
Para 1965, se comenzaron a impartir estudios de postgrado, con la Maestría en Ciencias de la Computación.

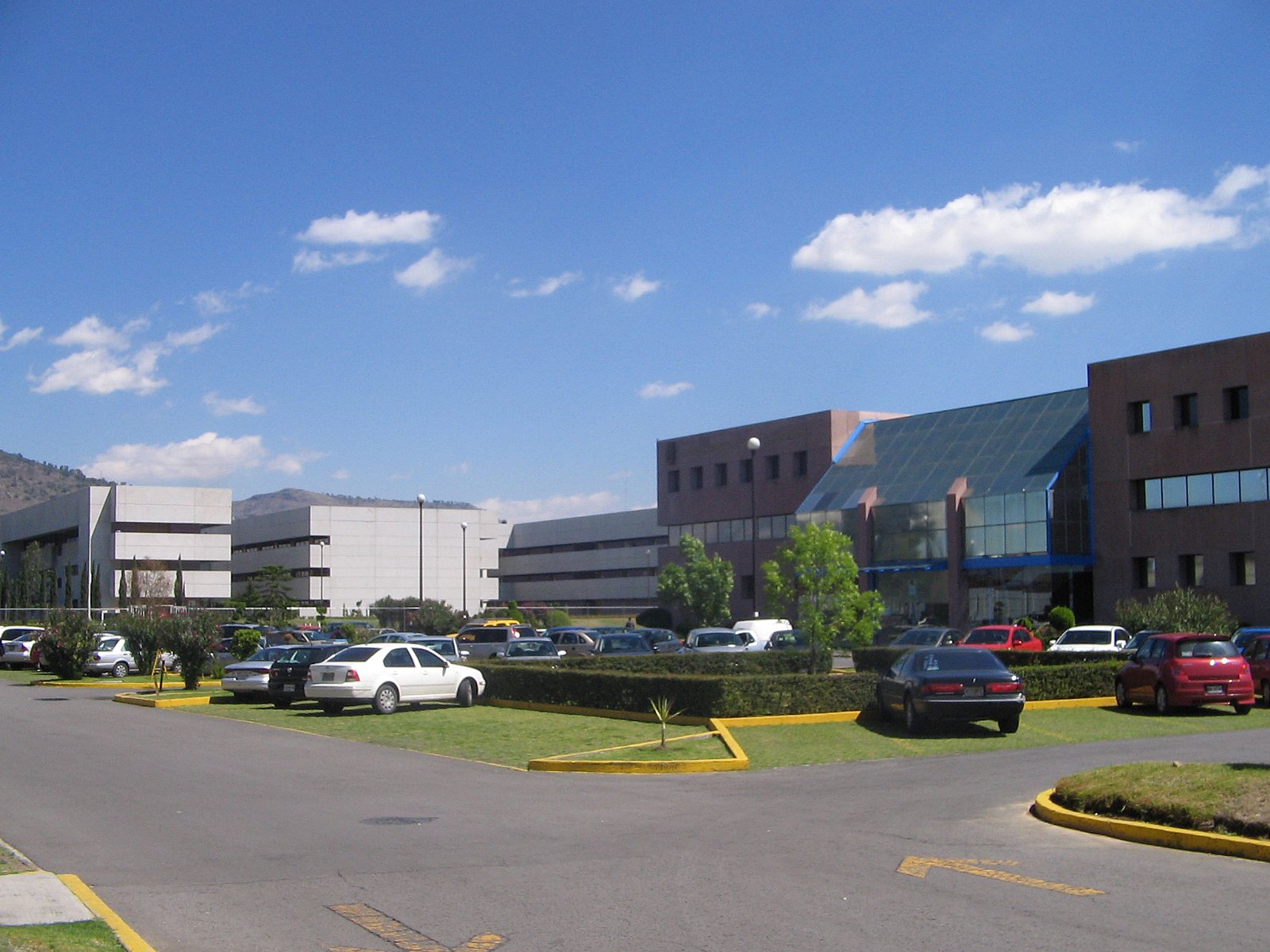
El Centro de Investigación en Computación. Al fondo, la Escuela Superior de Cómputo.

El 24 de febrero de 1988 fue creado el Centro de Investigación Tecnológica en Computación (CINTEC), con el objeto de formar recursos humanos en el nivel de postgrado, en el área de la ingeniería y ciencias de la computación, para desarrollar los procesos tecnológicos de los sectores productivo y social del país. En 1989, en el CINTEC se inició la impartición de la Maestría en Ingeniería de Cómputo.
El 20 de marzo de 1996, invitando científicos de reconocido prestigio en los ámbitos nacional e internacional y tomando funciones y recursos del Centro Nacional de Cálculo (CENAC) y del Centro de Investigación Tecnológica en Computación (CINTEC), fue creado el Centro de Investigación en Computación (CIC), con el objeto de realizar investigación de vanguardia; desarrollar, implantar, aprovechar y fortalecer los sistemas de cómputo en apoyo a la docencia e investigación, actualización, especialización, y superación académica profesional, y estudios de maestría y doctorado. Este, comenzó a laborar en las instalaciones del CENAC. Su primer Director fue el Dr. Adolfo Guzmán Arenas, quien, entre otras cosas, fundó la revista Computación y Sistemas, revista que se encuentra en el índice de revistas de excelencia del Consejo Nacional de Ciencia y Tecnología (Conacyt).
Actualmente el Centro Nacional de Cálculo (CENAC) realiza sus funciones en el Edificio de la Coordinación General de Servicios Informáticos (CGSI) y el Centro de Investigación Tecnológica (CINTEC) cambió su denominación a CIDETEC
El 28 de febrero de 1997 el Centro de Investigación en Computación (CIC), inaugura las instalaciones con que opera actualmente.

## Publicaciones
La obra editorial del CIC es amplia. Una parte importante de ella son los Reportes Técnicos. Además, el CIC edita la revista trimestral Computación y Sistemas que ofrece un foro reconocido para trabajos de investigación en área de la computación a nivel iberoamérica.

## Investigación aplicada y transferencia de tecnología
El CIC ha desarrollado numerosos proyectos de corte aplicado, software que responde a necesidades específicas de la industria, el sector público y otras organizaciones, para diversas empresas y organismos. También en electrónica digital ("hardware") ha desarrollado una Urna Electrónica, un electrocardiógrafo digital, y hardware para detectar robos en medidores ("bombas") de gasolina, entre otros equipos.

## Congresos y Eventos
El CIC organiza una amplia variedad de eventos durante el año, entre los más destacados están:
- Magno Congreso Internacional en Computación
- International Conference on Intelligent Text Processing and Computational Linguistics
- E2C2 - Encuentro de Estudiantes en Ciencias de la Computación
- Seminario Internacional en Computación

## Directores
1. Dr. Adolfo Guzmán Arenas
2. Dr. Juan Luis Díaz de León Santiago
3. Dr. Hugo César Coyote Estrada
4. Dr. Jaime Álvarez Gallegos
5. Dr. Luis Alfonso Villa Vargas
6. Dr. Marco Antonio Ramírez Salinas
7. Dr. Marco Antonio Moreno Ibarra
8. Dr. Hiram Calvo
9. Dr. Juan Humberto Sossa Azuela